# Kentucky Derby 1930
Kentucky Derby 1930 var den femtiosjätte upplagan av Kentucky Derby. Löpet reds den 17 maj 1930 över 1 1⁄4 miles (2 012 m). Löpet vanns av Gallant Fox som reds av Earl Sande och tränades av James E. Fitzsimmons.
Förstapriset i löpet var 50 725 dollar. 15 hästar deltog i löpet efter att hästen Busy strukits innan löpet.

## Resultat
| P  | S  | Häst             | Jockey         | Tränare               | Ägare                               | Tid     |
| -- | -- | ---------------- | -------------- | --------------------- | ----------------------------------- | ------- |
| 1  | 7  | Gallant Fox      | Earl Sande     | James E. Fitzsimmons  | Belair Stud                         | 2:07.60 |
| 2  | 8  | Gallant Knight   | Herman Schutte | Kay Spence            | Audley Farm Stable                  |         |
| 3  | 3  | Ned O.           | J. D. Mooney   | George W. Foreman     | George W. Foreman                   |         |
| 4  | 10 | Gone Away        | Mack Garner    | William J. Speirs     | William Ziegler Jr.                 |         |
| 5  | 6  | Crack Brigade    | George Ellis   | Julius Bauer          | T. M. Cassidy                       |         |
| 6  | 1  | Longus           | R. O'Brien     | Walter H. Hoffman Jr. | R.C. Stable (Walter H. Hoffman Jr.) |         |
| 7  | 2  | Uncle Luther     | Robert Creese  | Robert L. Stivers     | Luther Stivers                      |         |
| 8  | 12 | Tannery          | William Garner | Auval John Baker      | E. F. Prichard                      |         |
| 9  | 14 | Broadway Limited | Pete Walls     | William T. Waggoner   | Three D's Stock Farm                |         |
| 10 | 4  | Alcibiades       | Leo Jones      | Walter W. Taylor      | Hal Price Headley                   |         |
| 11 | 9  | Kilkerry         | Thomas May     | William T. Waggoner   | Three D's Stock Farm                |         |
| 12 | 13 | Breezing Thru    | Joseph Smi     | Herbert J. Thompson   | Edward R. Bradley                   |         |
| 13 | 15 | Buckeye Poet     | Eddie Legere   | Herbert J. Thompson   | Edward R. Bradley                   |         |
| 14 | 5  | High Foot        | Carl Meyer     | John B. Partridge     | Valley Lake Stable                  |         |
| 15 | 11 | Dick O' Hara     | Newton Barrett | Burton B. Williams    | P. H. Joyce                         |         |

Segrande uppfödare: Belair Stud; (MD)